# 2770 Tsvet
2770 Tsvet este un asteroid din centura principală, descoperit pe 19 septembrie 1977, de Nikolai Cernîh.